# Elvin Beqiri
Elvin Beqiri (* 27. September 1980 in Shkodra) ist ein albanischer ehemaliger Fußballspieler.
Sein Jugendverein war der Heimatklub KS Vllaznia Shkodra, bis er im 2004 in die ukrainische Liga zu Metalurh Donezk wechselte. In der Saison 2005/06 wurde er für 1.500.000 Euro vom israelischen Club Maccabi Haifa verpflichtet. Heute steht er beim russischen Erstligisten Alanija Wladikawkas unter Vertrag. Für die albanische Fußballnationalmannschaft hatte er bis jetzt 20 Einsätze; sein Länderspieldebüt gab er im März 2004 gegen die Schweiz. Seine Spielposition ist die Innenverteidigung.

## Erfolge
- Albanischer Meister: 2001